# Rheintor (Orsoy)
Das Rheintor (Niederrheinisch: Rynpoort) von Orsoy war neben dem Kuhtor das zweitwichtigste Stadttor der vier mittelalterlichen Stadttore der Stadtbefestigung Orsoys. Das historische Rheintor wird oft mit dem Hochwasserschutztor von Orsoy verwechselt, das umgangssprachlich ebenfalls als Rheintor bezeichnet wird. Heute ist an der Stelle des Rheintors ein rotes Pflastersteinmosaik in Form eines Tores in die Straße und die Gehwege integriert.

## Geschichte
Das Rheintor wurde wahrscheinlich gegen Ende des 14. Jahrhunderts erbaut. Diese Annahme stützt sich darauf, dass bereits 1394 das Binsheimer Tor namentlich erwähnt wurde und die anderen drei Stadttore mit Sicherheit zur gleichen Zeit errichtet wurden. Beim Stadtbrand von 1880 wurde auch das Rheintor schwer beschädigt und aufgrund dessen kurze Zeit später abgerissen.

## Bauwerk
So wie auch die anderen drei Tore war auch das Rheintor ursprünglich ein viereckiger Torturm. Dieser war mit einem Sattel- oder Walmdach bedeckt, ragte hoch über die Stadtmauer hinaus und war mit einer Zinnengalerie abgeschlossen. Es handelte sich auch beim Rheintor um eine Doppeltoranlage mit Zwinger, jedoch nicht in dem Ausmaß wie das Kuhtor.